# Jurte

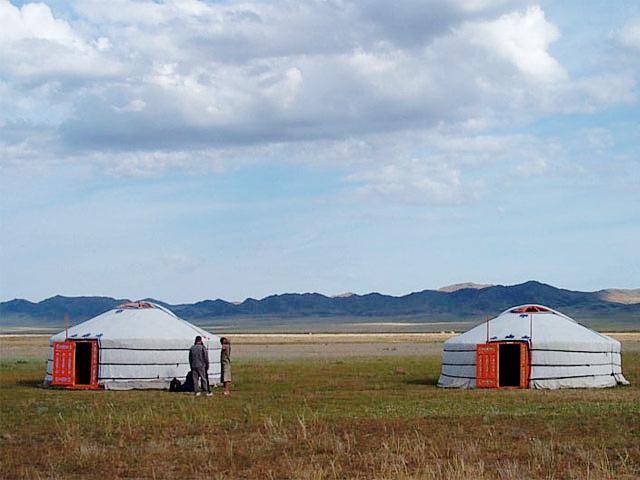
Zwei Jurten in der mongolischen Steppe (1994)

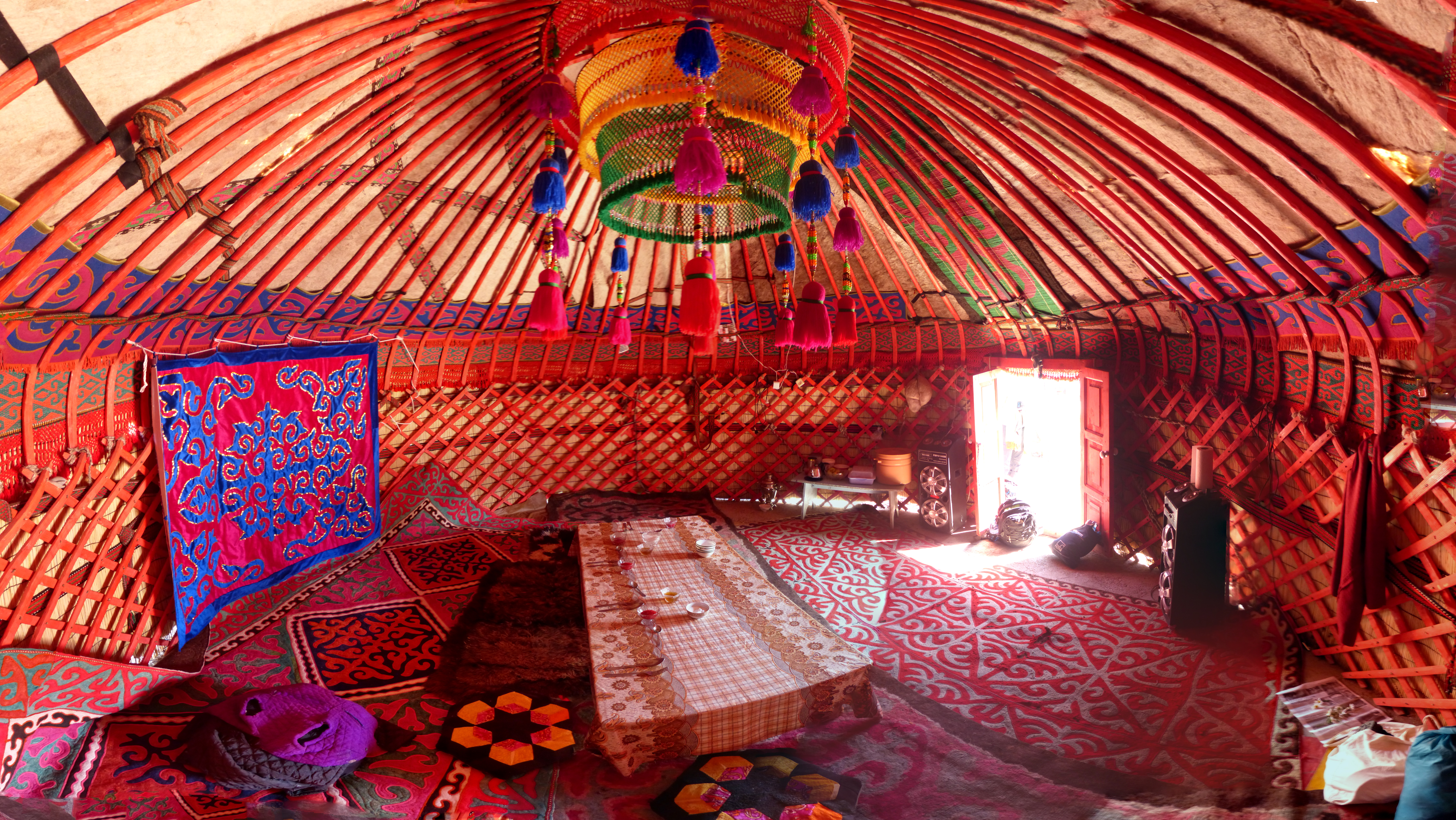
Panoramaaufnahme einer kirgisischen Jurte von innen

Die Jurte (türkisch Yurt ‚Heim‘) ist das traditionelle Zelt der Nomaden in Zentralasien, besonders verbreitet in der Mongolei, Kirgisistan  und in Kasachstan. Von der Jurte und dem daraus gebildeten Heerlager leitet sich die deutsche Bezeichnung Horde (vom turksprachigen ordu oder orda – seltener ordï – für umherziehende, kriegerische Völkerschaften) ab, wie beispielsweise die Goldene Horde.

## Vorgeschichte
Es wird angenommen, dass die Entwicklung von Filz und Jurten mit Filzeindeckung mit der Entstehung der pastoralen Gesellschaften der Hirtennomaden in der Eurasischen Steppe ursächlich zusammenhängen. Der Filz bestand aus Schaf- und Ziegenhaar, teilweise auch aus Kamelhaar. (Altweltkamele wurden erst vor etwa zweieinhalb Jahrtausenden domestiziert). Belege für diese textile Architektur der Hirtennomaden der Eurasischen Steppe bestehen seit der späten Bronzezeit. Filzabdeckungen wurden in anderen Teilen der Welt, etwa im vorkolonialen Afrika oder im präkolumbischen Amerika bekannt. In Afrika und Arabien entwickelte sich das Schwarzzelt aus grob gewebtem Ziegenhaar.
Der Architekt Gottfried Semper gilt als einer der bedeutendsten Kenner der textilen Architektur seit der Vorgeschichte.

## Zentralasien

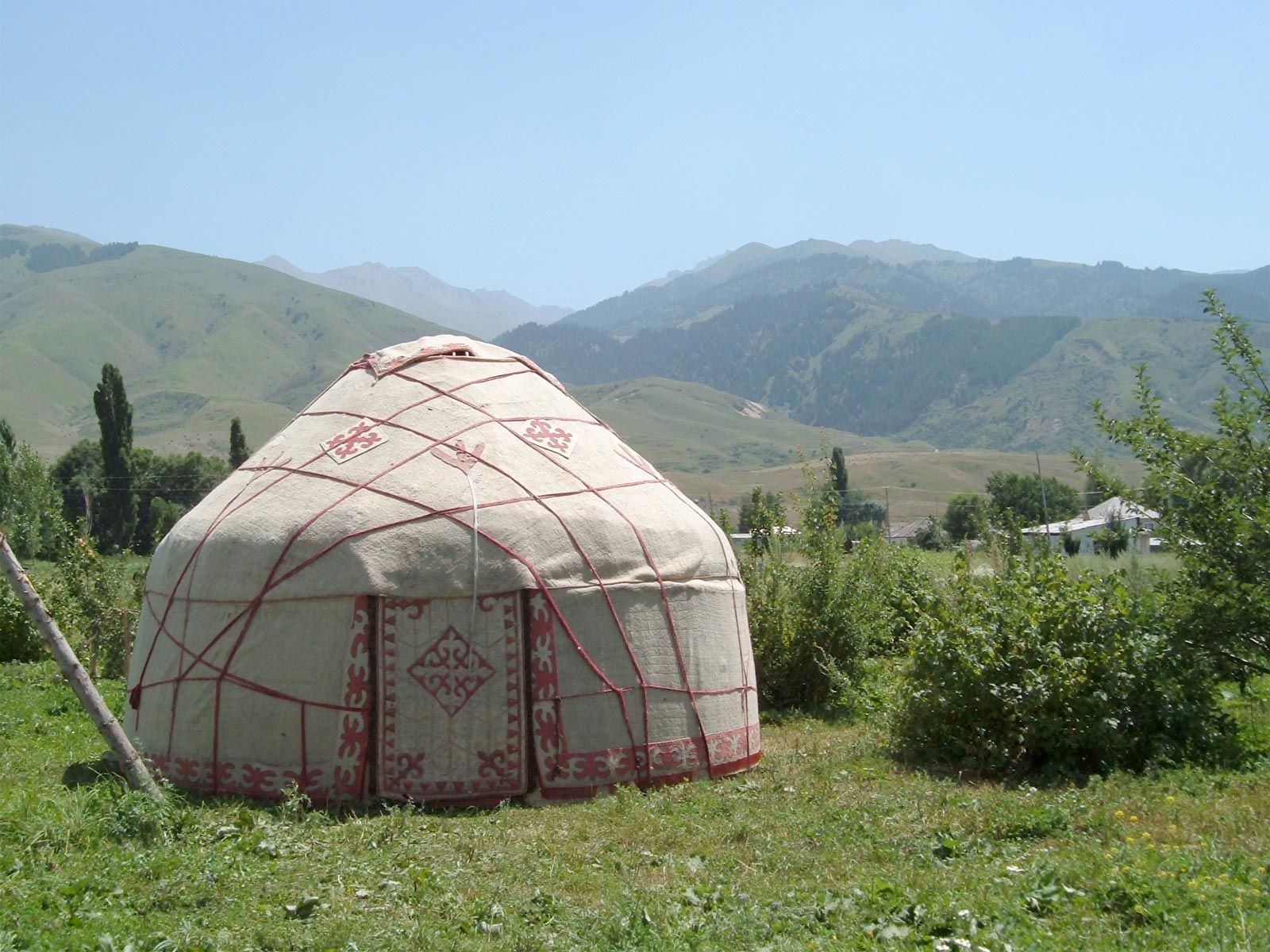
Kirgisische Jurte

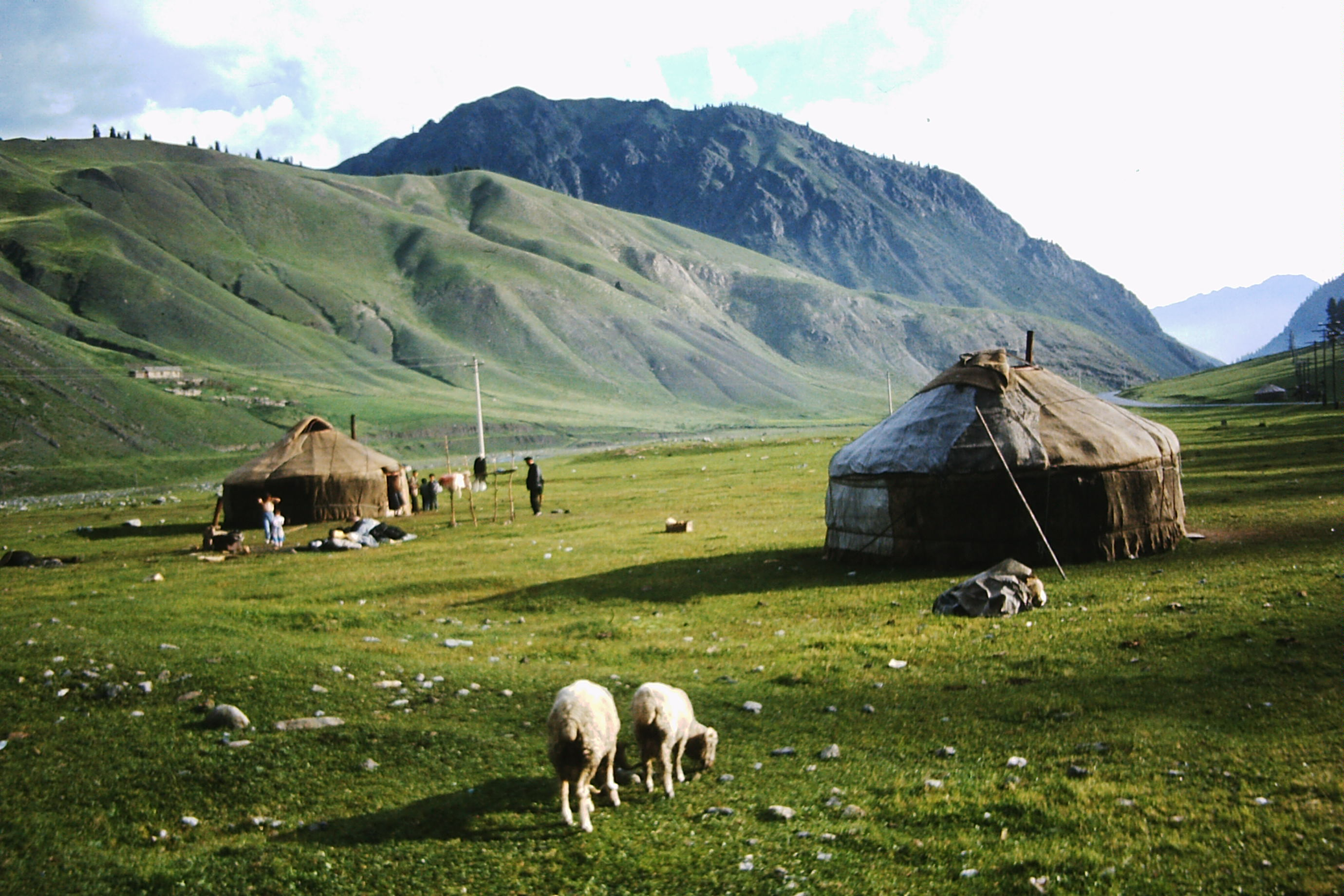
Jurten kasachischer Familien im Tian Shan, 200 km nordöstlich von Urumqi auf Weidegebiet in 2100 m Höhe, August 1991

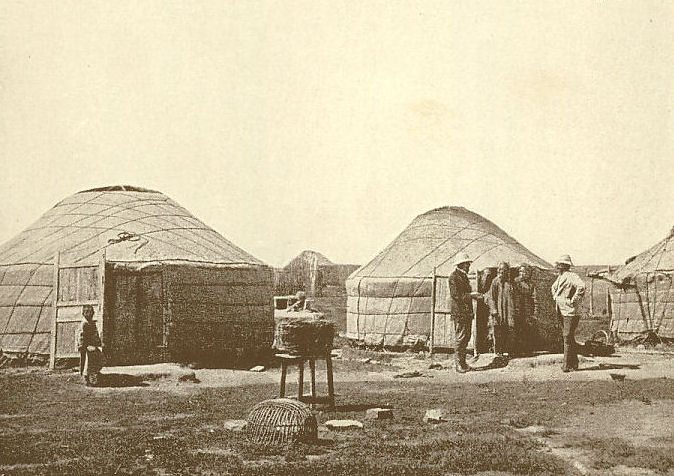
Mongolische Jurten in einer älteren Bauform, 19. Jahrhundert

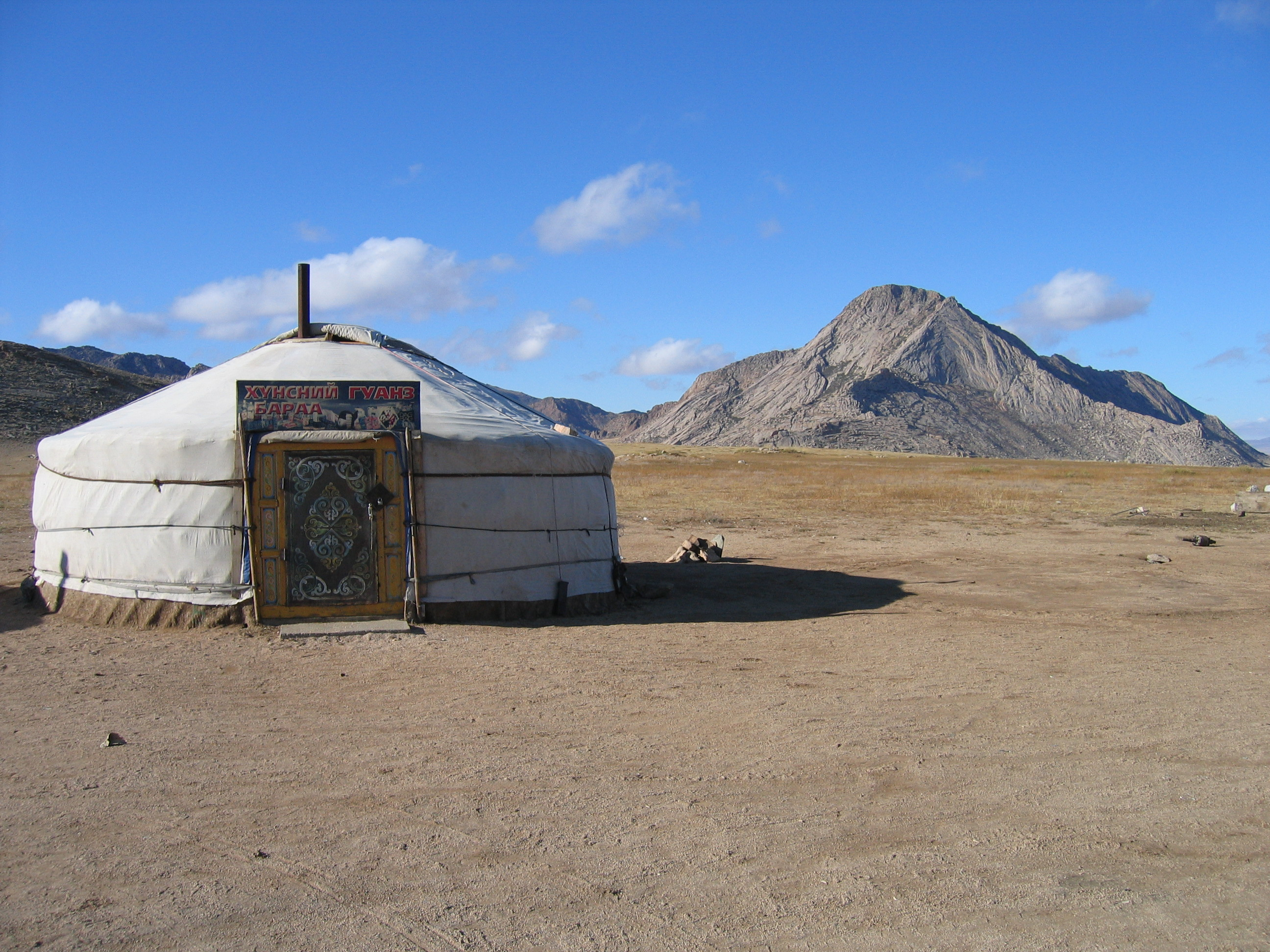
Mongolische Jurte in der Gobi

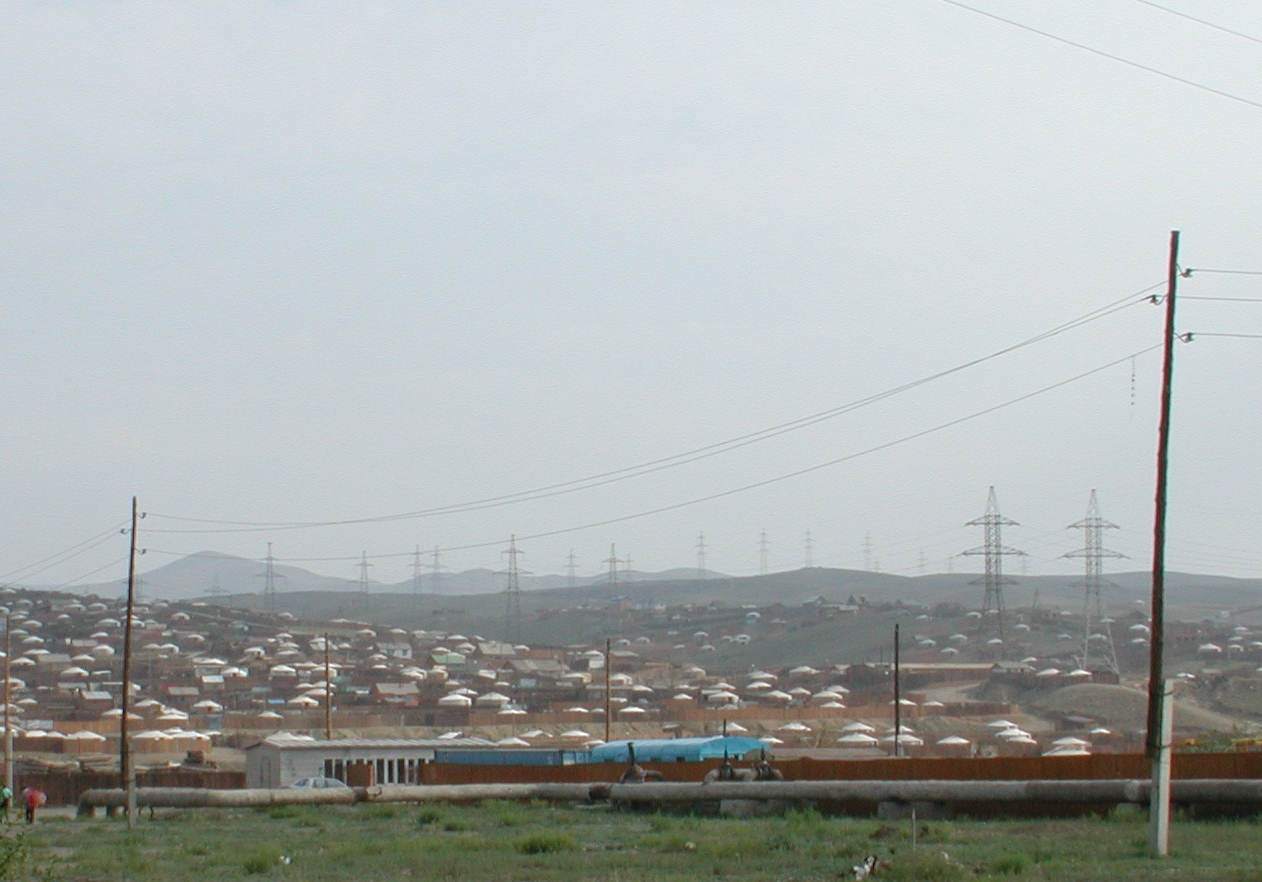
Jurtensiedlung am Stadtrand von Ulan Bator in der Mongolei (2003)

Die asiatische Jurte (kasachisch киіз үй kïis uj, mongolisch гэр ger, kirgisisch боз үй bos uj) besteht aus einem runden Holzgerüst, das mit Baumwoll- und Filztextilien eingedeckt wird. Sie kann meist in weniger als einer Stunde demontiert und wiedererrichtet werden und lässt sich verhältnismäßig klein verpacken, so dass für den Transport einer einfacheren Jurte zwei Kamele oder ein kleiner Geländewagen ausreichen.

### Mongolische Jurte
Der Holzrahmen einer mongolischen Jurte (ger) besteht in der Regel aus mehreren, meist vier oder fünf schulterhohen Scherengittern für die Wand, die auseinandergezogen, aneinander gebunden und zusammen mit dem immer nach Süden weisenden Türrahmen im Kreis aufgestellt werden. In der Mitte tragen zwei etwa zwei bis drei Meter hohe Pfosten die „Krone“, einen runden Dachkranz. In Öffnungen am Rand der Krone werden gerade Dachstangen gesteckt und mit dem Wandgitter verbunden. Die Dachstangen haben in der Regel eine Neigung von etwa 30°. In den Türrahmen wird eine feste, hölzerne Tür eingesetzt anstelle des ehemals üblichen Filzvorhangs. Früher wurde dieses Gerüst auf den Steppenboden gestellt, heute steht es oft auf einem runden Bretterboden. Die Jurte ist nicht mit dem Boden verankert und auch nicht mit Zeltschnüren und Heringen befestigt.
Die über diesem Gerüst angebrachte Abdeckung besteht aus mehreren Schichten: Zuunterst liegt ein dünnes, helles Baumwolltuch als Dachhimmel, darauf eine dicke Lage aus Wollfilz zur Wärmedämmung, die ursprünglich auch als wasserdichte Abdeckung diente. Im Winter werden drei oder gar vier Lagen Filz aufgelegt. Heute wird zur Abdichtung als dritte Schicht ein imprägniertes Segeltuch verwendet. Häufig wird darüber noch ein dünnes helles Tuch gelegt, überwiegend aus gestalterischen Gründen, teils mit aufgenähten farbigen Mustern. Um die Jurte werden zwei oder drei horizontale Seile gezurrt, ebenso einige Seile schräg über das Dach, so dass eine selbsttragende, stabile Konstruktion entsteht. Die Öffnungen der Krone können über ein langes Seil mit einem dreieckigen Segeltuch ganz oder teilweise geschlossen werden. Die unteren Ränder können für ein angenehmes Raumklima im Sommer hochgeschlagen werden. Von der Krone hängt ein Seil herab, an das bei Sturm ein schwerer Gegenstand wie beispielsweise ein Sack gehängt wird, um die Jurte durch das zusätzliche Gewicht zu stabilisieren und festzuhalten.
In der Mitte der Jurte stehen ein niedriger Esstisch und ein kleiner Herd, wo früher ein offenes Feuer üblich war. Das Ofenrohr ragt durch die Krone, ohne die Stoffabdeckung zu berühren. Am Rand stehen Betten, die tagsüber als Sitzgelegenheit dienen, und ein oder zwei Kommoden. Seit neuestem findet sich vor mancher Jurte auch ein Solarmodul. Für den Transport einer solchen komfortableren Jurte wird ein Lkw bestellt.
Die robuste mongolische Jurte mit geraden Dachstangen und zwei Mittelpfosten ist eine relativ moderne Form. Die ältere und leichtere Bauform mit über der Wand nach innen gebogenen Dachstangen ist außerhalb der Mongolei, in Kasachstan und Kirgisistan etwa, weiterhin in Gebrauch. Bei noch älteren Formen war die Öffnung in der Mitte nicht durch eine flache Krone abgeschlossen, sondern zylinderförmig nach oben aufgestülpt. Die dadurch erzeugte Kaminwirkung half mit, den Rauch der offenen Feuerstelle abzuführen.
Die Jurte spiegelt in ihrer Einrichtung die soziale und die spirituelle Ordnung der in ihr lebenden Menschen. Jedem Familienmitglied ist sein Platz und sein Wirkungsbereich in der Jurte genau zugewiesen. Raumaufteilung und Ausstattung sind hoch optimiert, um bei dem begrenzten Raum und den teils extremen klimatischen Bedingungen Kochen, Arbeiten, Wohnen und Schlafen zu ermöglichen. Eine Vielzahl von Verhaltensregeln ist zu beachten. Die einfacheren verlangen, dass man eine Jurte mit dem rechten Fuß betritt, ohne die Schwelle zu berühren, sich im Inneren nicht länger als notwendig stehend aufhält und sich nicht zwischen den beiden Pfosten bewegt.

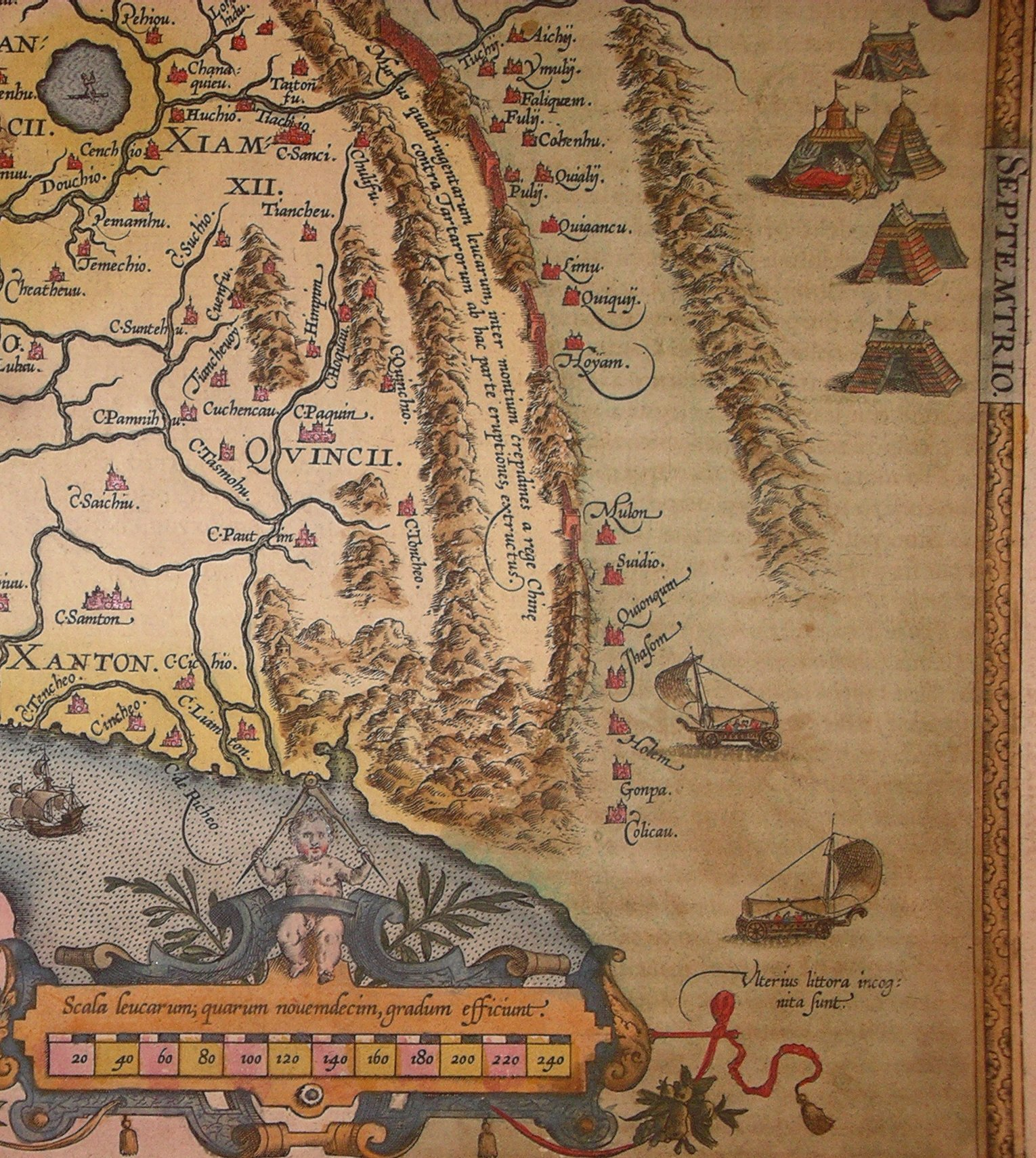
Mongolische Jurten, Detail der Karte von Abraham Ortelius (1584)

Jurten haben in der Mongolei eine große Bedeutung; nicht nur die Nomaden, sondern auch Teile der städtischen Bevölkerung leben für einen Teil des Jahres oder ganzjährig in der Jurte, die im Winter teils wärmer ist als die Häuser. Für Veranstaltungen gibt es große Jurten für dreißig und mehr Personen mit aufwendigerer Einrichtung, die den gleichen Konstruktionsprinzipien folgen. Auch an heißen Sommertagen lässt sich in diesen Jurten durch Hochbinden der Seitenwände ohne Klimaanlage ein angenehmes Raumklima herstellen. Für Touristen gibt es Jurten-Hotels, in denen etwas größere Jurten z. B. als Zweibettzimmer ausgestattet sind. Sehr große Jurten dienen als Speiseraum.
Die mongolische Jurte ist hervorragend an die klimatischen Verhältnisse des niederschlagsarmen Landes mit den extremen Temperaturunterschieden angepasst. Sie steht in der Regel in windigen Höhenlagen über 1000 m mit entsprechend dünner und meist trockener Luft.
Auf der Chinakarte des Kartographen Abraham Ortelius aus dem Jahre 1584 sind mehrere mongolische Jurten dargestellt. Diese nach Westen ausgerichtete Karte ist die erste im Abendland veröffentlichte Detailkarte Chinas.
2013 wurden die Traditionen der mongolischen Jurte in die UNESCO-Liste des immateriellen Kulturerbes der Menschheit aufgenommen. Die Nominierungsdokument vermerkt, dass noch ungefähr 400 Familien im Land diese Bauwerke in der traditionellen Bauweise herstellen. Sie genießen großes Ansehen, da der erhöhte Bedarf, auch zu touristischen Zwecken, andere, auch permanente, Bauarten hervorbringt. Moderne gers sind mit Solartechnik und Fernsehgerät ausgestattet. Ein ger ist als Geschenk an Brautleute auf dem Land unverzichtbar. Der Aufbau durch eine geübte Familie dauert eine Stunde, der Abbau eine halbe Stunde.

### Kasachische Jurte

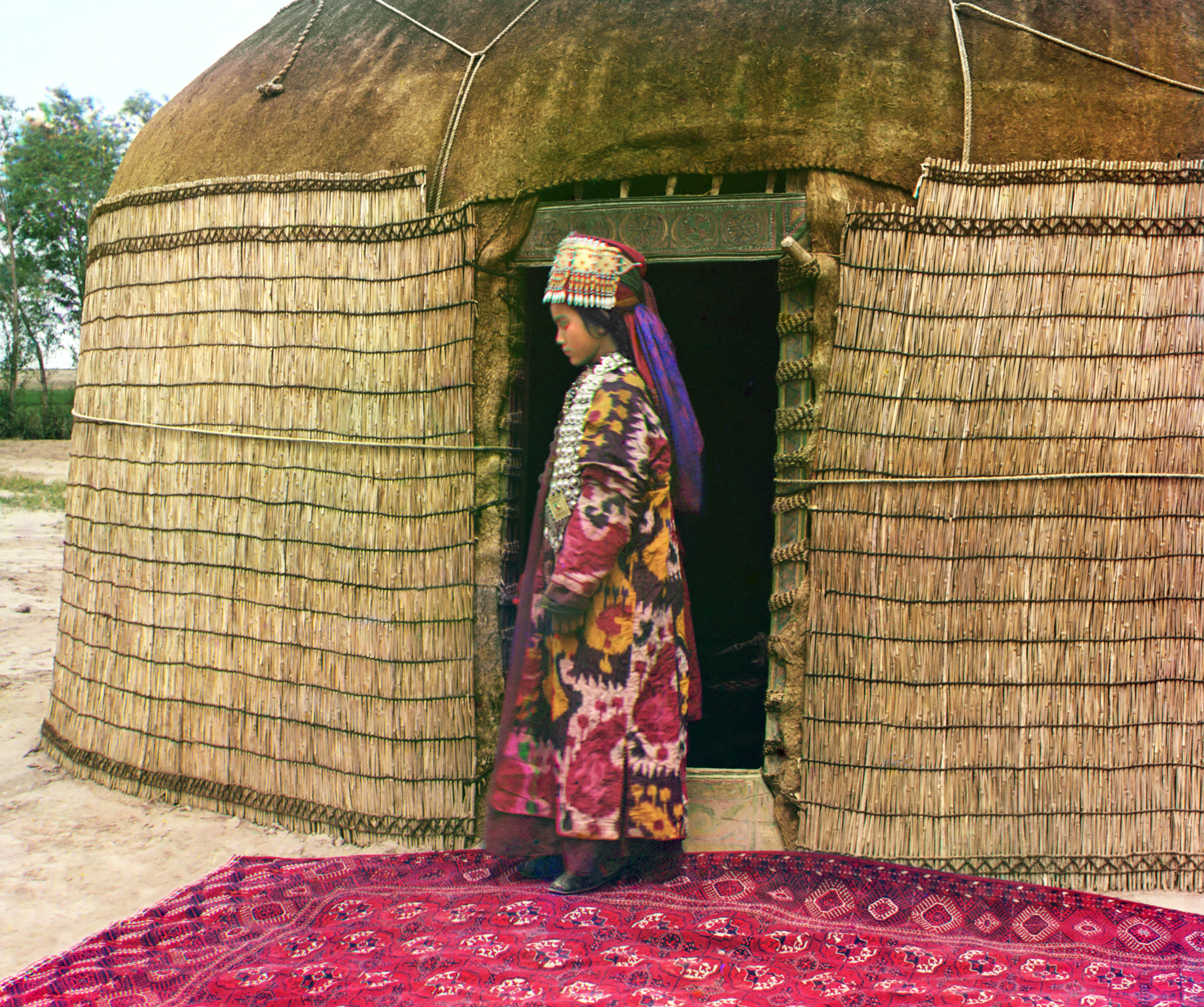
Frau in festlicher Kleidung vor kasachischer Jurte (Fotografie von Sergei Michailowitsch Prokudin-Gorski, 1911)

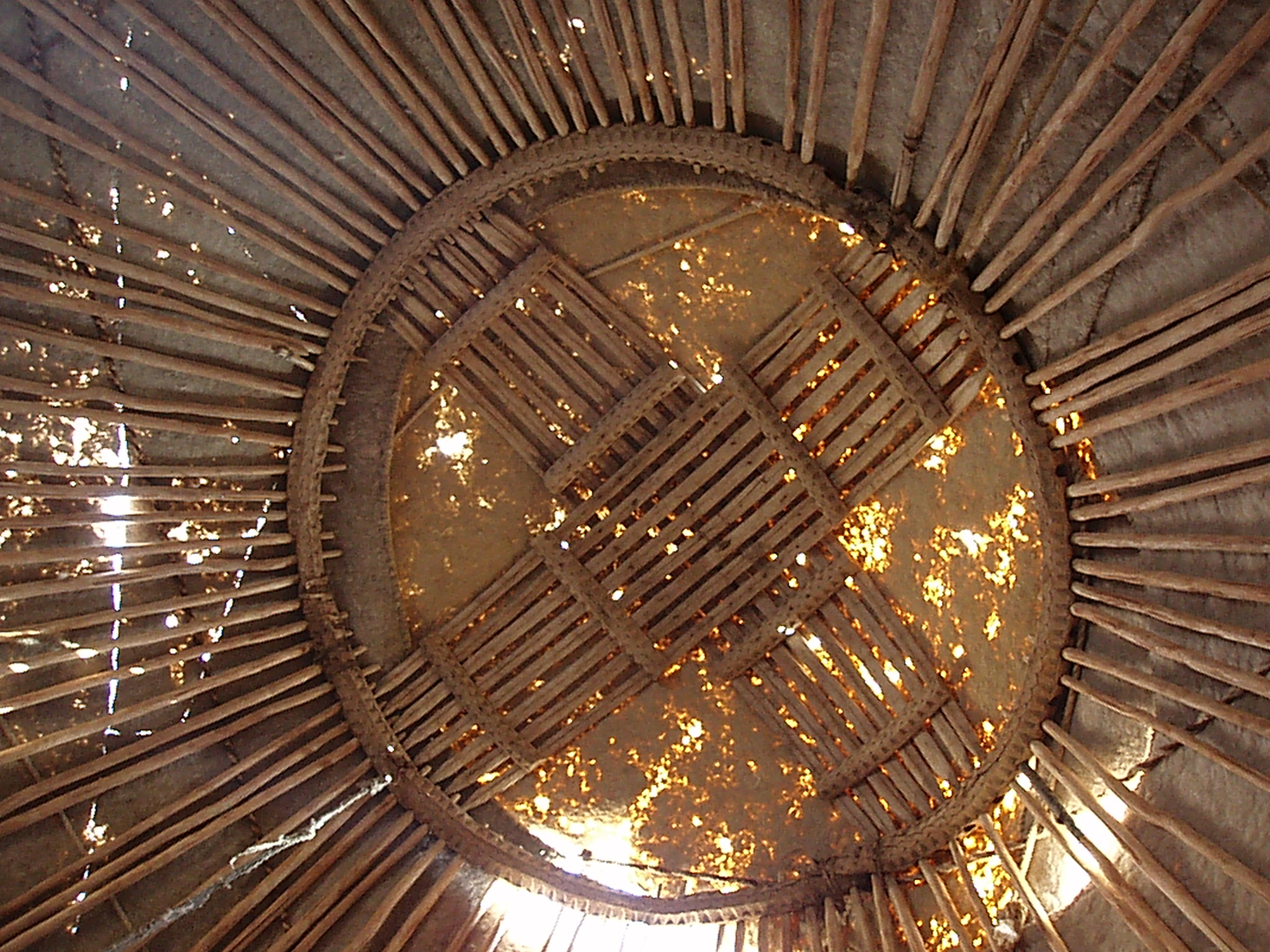
Schangyrak, Krone einer kasachischen Jurte

Die kasachische Jurte folgt ähnlichen Bauprinzipien, unterscheidet sich aber von der modernen flachen mongolischen Jurte durch höhere Seitenwände, Dachstangen, die mit gebogenen Enden an den Wänden befestigt sind und steiler zur Krone aufsteigen. Die Jurte hat dadurch runde Schultern und ein steileres, höheres Dach. Die äußere Abdeckung besteht meist aus einem beigen oder grauen Stoff. Die Shangrak genannte Krone ist in der Regel durch mehrere, sich rechtwinklig kreuzende dünne Stangen unterteilt. Das Wappen Kasachstans zeigt ein stilisiertes Shangrak.
Seit die kasachische Bevölkerung in den 1930er Jahren zwangsweise sesshaft wurde, dient die kasachische Jurte nicht mehr als ganzjährige Wohnung, sondern als Unterkunft während der Weidewanderungen in der warmen Jahreszeit.
Die Traditionen der Jurte in Kasachstan und Kirgisistan sind seit 2014 Bestandteil des weltweiten immateriellen Kulturerbes. Die Widmung hebt die Ausschmückung des Innern mit zoomorphen, vegetativen und geometrischen Mustern hervor.

## Moderne Jurten in Nordamerika und Europa
In den späten 1960er Jahren entstand in den USA die Bewegung der Yurt People um Bill Coperthwaite, die den Aufbau traditioneller Jurten übernommen haben, aber moderne Materialien einsetzten. Aus der Bewegung entstanden mehrere Firmen, die Jurten im modernen Stil entwickelten und zum Teil mit vollem Komfort wie Küche und Bad ausstatten.
In den letzten Jahren, mit dem Aufkommen von Dokumentarfilmen aus der Mongolei und dem sanften Tourismus dort, hat die Jurte auch in Europa an Popularität gewonnen. Dort haben sich Jurtenbauer etabliert, die für europäisches Klima geeignete Jurten bauen. Sie eignen sich für die höheren Niederschlagsmengen und sind ganzjährig bewohnbar.

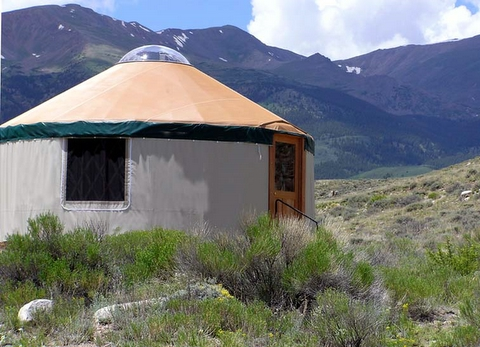
Eine industriell hergestellte Jurte mit synthetischem Deckmaterial.

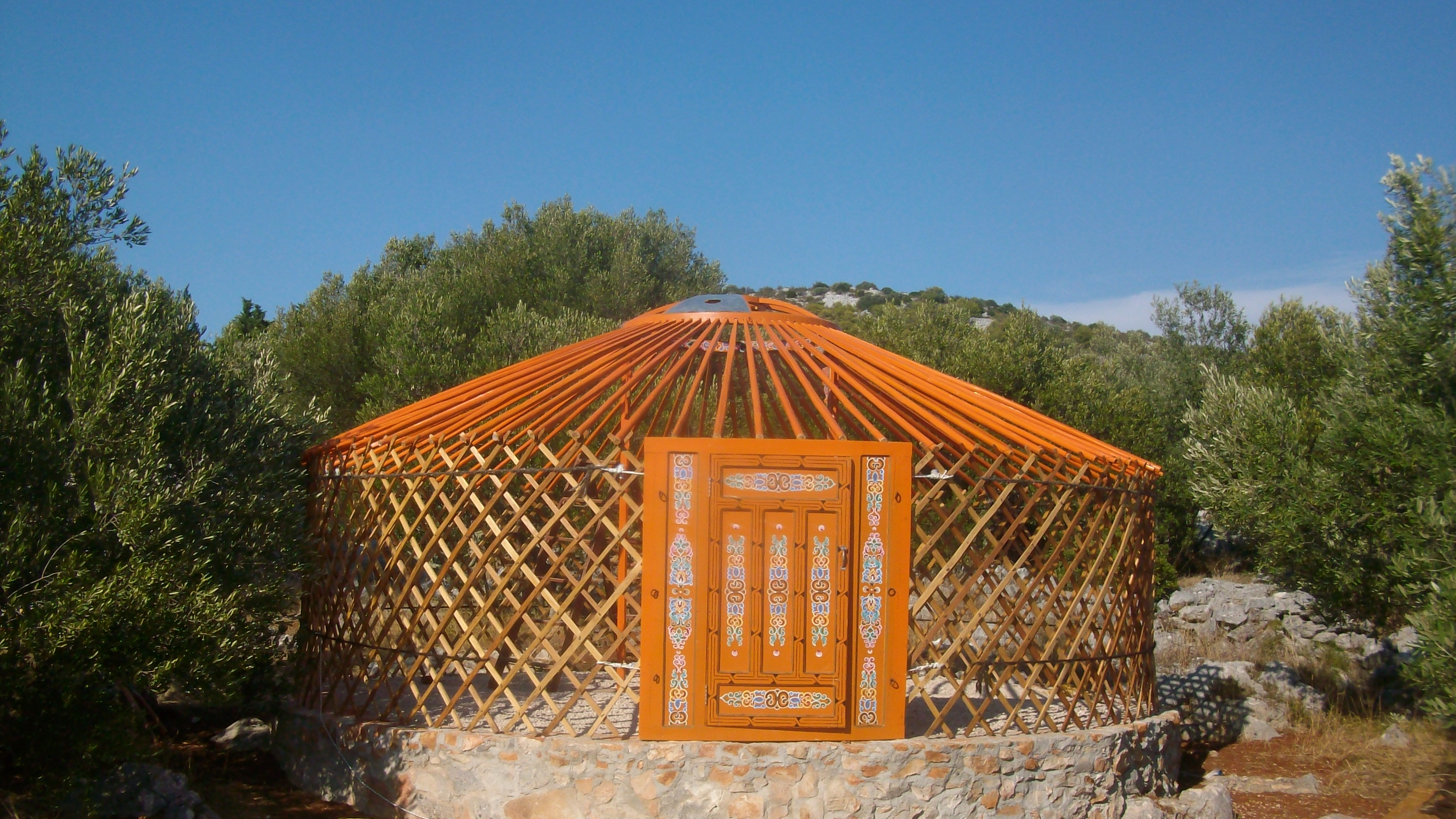
Jurte im Rohzustand

## Ableitungen

### Jurtenhäuser
In Anlehnung an Jurten sind solide jurtenähnliche Häuser entwickelt worden, die sich der Grundgeometrie und Statik der Jurte bedienen, aber eine starre Konstruktion benutzen: die Dachstangen sind in der Holzjurte fest verschraubt und die Wände aus Holzplatten aufgebaut, sie bilden so keinen Kreis, sondern einen polygonalen Innenraum.

### Jurten in der Pfadfinder- und Jugendbewegung
Jurten in der Pfadfinder- und Jugendbewegung werden unter dem Sammelbegriff Schwarzzelte der Pfadfinder- und Jugendbewegung geführt. Diese entsprechen nicht mehr ganz den originalen Vorbildern, sondern sind den Bedürfnissen entsprechend angepasst.

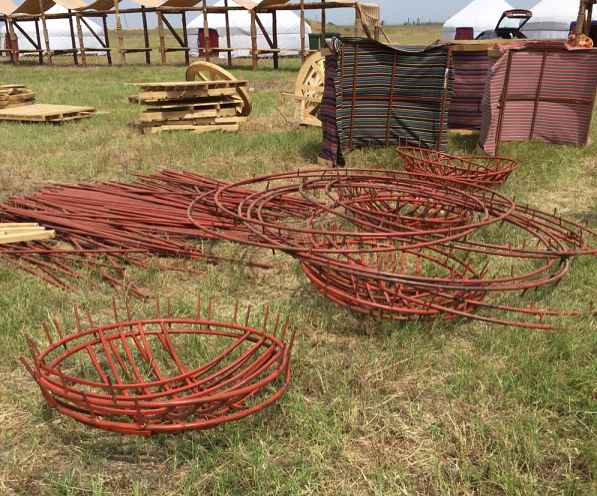
Moderne Metallrahmen-Jurte

### Pfadfinderjurten
- Das Schwarzzeltarchiv – Jurten und Kohten in der Pfadfinder- und Jugendbewegung
- Weitere Informationen zu Jurten auf Scout-o-Wiki
- Die Mongolische Jurte Detailerklärungen über eine Jurte
- Die Jurte - eine mongolische Behausung